# Torres de Albánchez
Torres de Albánchez ist ein südspanischer Ort und eine Gemeinde (municipio) mit insgesamt 741 Einwohnern (Stand: 2024) im Süden der Provinz Jaén in der autonomen Region Andalusien. Neben dem Hauptort Torres de Albánchez besteht die Gemeinde aus Fuente Carrasca, Los Maridos und Moracho.

## Lage
Torres de Albánchez liegt in der Sierra de Segura gut 135 km (Fahrtstrecke) nordöstlich der Provinzhauptstadt Jaén in einer Höhe von ca. 880 m.
Das Klima im Winter ist gemäßigt, im Sommer dagegen warm bis heiß; die relativ geringen Niederschlagsmengen (ca. 504 mm/Jahr) fallen – mit Ausnahme der nahezu regenlosen Sommermonate – verteilt übers ganze Jahr.

## Bevölkerungsentwicklung
| Jahr      | 1970  | 1980  | 1990  | 2000 | 2010 | 2020 |
| --------- | ----- | ----- | ----- | ---- | ---- | ---- |
| Einwohner | 1.874 | 1.276 | 1.126 | 997  | 949  | 760  |

Der deutliche Bevölkerungsrückgang in der zweiten Hälfte des 20. Jahrhunderts ist im Wesentlichen auf die Mechanisierung der Landwirtschaft und den damit einhergehenden Verlust an Arbeitsplätzen zurückzuführen.

## Sehenswürdigkeiten
- Kirche Mariä Erscheinung (Iglesia de Nuestra Señora de la Presentación)
- Marienkapelle
- Turm